# Municipio de Finlayson
El municipio de Finlayson (en inglés: Finlayson Township) es un municipio ubicado en el condado de Pine en el estado estadounidense de Minnesota. En el año 2010 tenía una población de 456 habitantes y una densidad poblacional de 5,17 personas por km².

## Geografía
El municipio de Finlayson se encuentra ubicado en las coordenadas 46°12′46″N 92°51′19″O / 46.21278, -92.85528. Según la Oficina del Censo de los Estados Unidos, el municipio tiene una superficie total de 88.13 km², de la cual 87,37 km² corresponden a tierra firme y (0,86 %) 0,75 km² es agua.

## Demografía
Según el censo de 2010, había 456 personas residiendo en el municipio de Finlayson. La densidad de población era de 5,17 hab./km². De los 456 habitantes, el municipio de Finlayson estaba compuesto por el 97,37 % blancos, el 0,66 % eran afroamericanos, el 0,66 % eran amerindios, el 0,22 % eran asiáticos y el 1,1 % eran de una mezcla de razas. Del total de la población el 0,44 % eran hispanos o latinos de cualquier raza.